# 2787 Tovarishch
2787 Tovarishch è un asteroide della fascia principale. Scoperto nel 1978, presenta un'orbita caratterizzata da un semiasse maggiore pari a 3,0196938 UA e da un'eccentricità di 0,0588064, inclinata di 10,32674° rispetto all'eclittica.